# لورين ستانلي
لورين ستانلي (بالإنجليزية: Lorraine Stanley)‏ هي ممثلة بريطانية، ولدت في 1976 في المملكة المتحدة.

## أعمال

### أفلام
- (2010) صنع في داجنهام[5]
- (2015) سافرجت[6][7][8]

## وصلات خارجية
- لورين ستانلي على موقع IMDb (الإنجليزية)
- لورين ستانلي على موقع ألو سيني (الفرنسية)
- لورين ستانلي على موقع أول موفي (الإنجليزية)
- لورين ستانلي على موقع قاعدة بيانات الأفلام السويدية (السويدية)
- لورين ستانلي على موقع قاعدة بيانات الفيلم (الإنجليزية)
- لورين ستانلي على موقع كينوبويسك (الروسية)